# Atanus serricauda
Atanus serricauda är en insektsart som beskrevs av Rauno E. Linnavuori 1959. Atanus serricauda ingår i släktet Atanus och familjen dvärgstritar. Inga underarter finns listade i Catalogue of Life.